# Adolphe Lavée
Adolphe Jules Marie Lavée, dit Adolphe Lavée, né à Morlaix (Finistère) le 3 juin 1840 et mort à Paris 10e le 17 mai 1903, est un sculpteur, et médailleur français.

## Biographie
Adolphe Lavée est l'élève de Charles Degeorge (1837-1888) et de Donzel. En 1884 il est domicilié au no 41 rue de l'Abbé-Grégoire dans le 6e arrondissement de Paris, puis à partir de 1885, de la rue de Bagneux (rue Jean-Ferrandi depuis 1935) où il demeure encore en 1893, au no 11.
Il est sociétaire de la Société des artistes français et y expose au Salon. En 1884 il y obtient une mention honorable pour ses médaillons en plâtre intitulés Portrait de Mme J. O. et Portraits de M. et Mme D.. Il reçoit une mention honorable en 1885.
Guillaume-Albert Demarest (1848-1906) est son élève[réf. nécessaire].

## Galerie

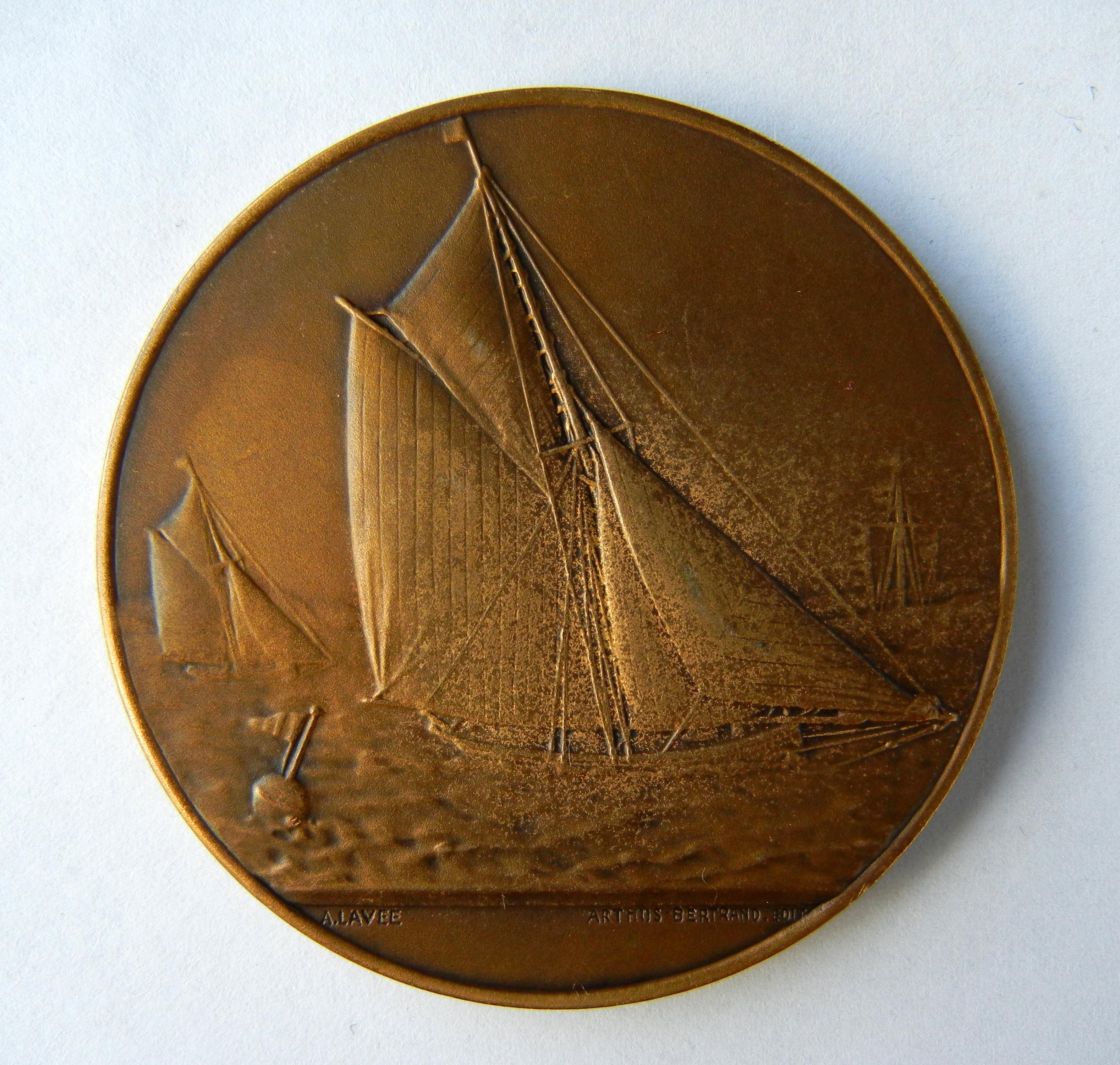
Médaille Le Ministre de la Marine Marchande. Recto gravé par Adolphe Lavée. Éditeur Arthus Bertrand.
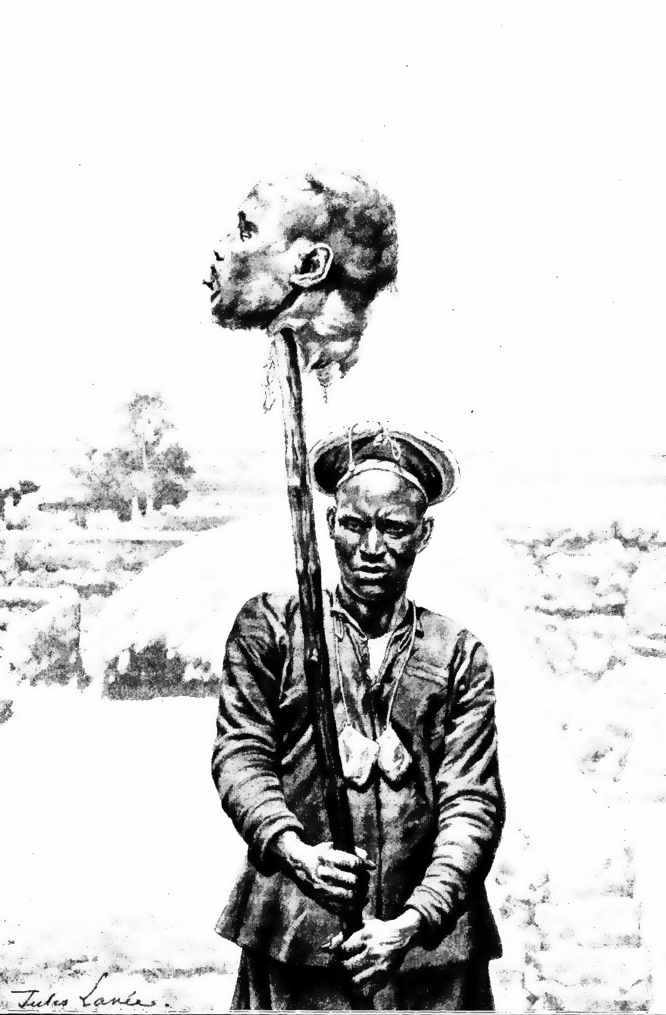
Tête de Rabah portée en trophée par un tirailleur de la Mission d'Afrique Centrale, au soir du 22 avril 1900, 1901
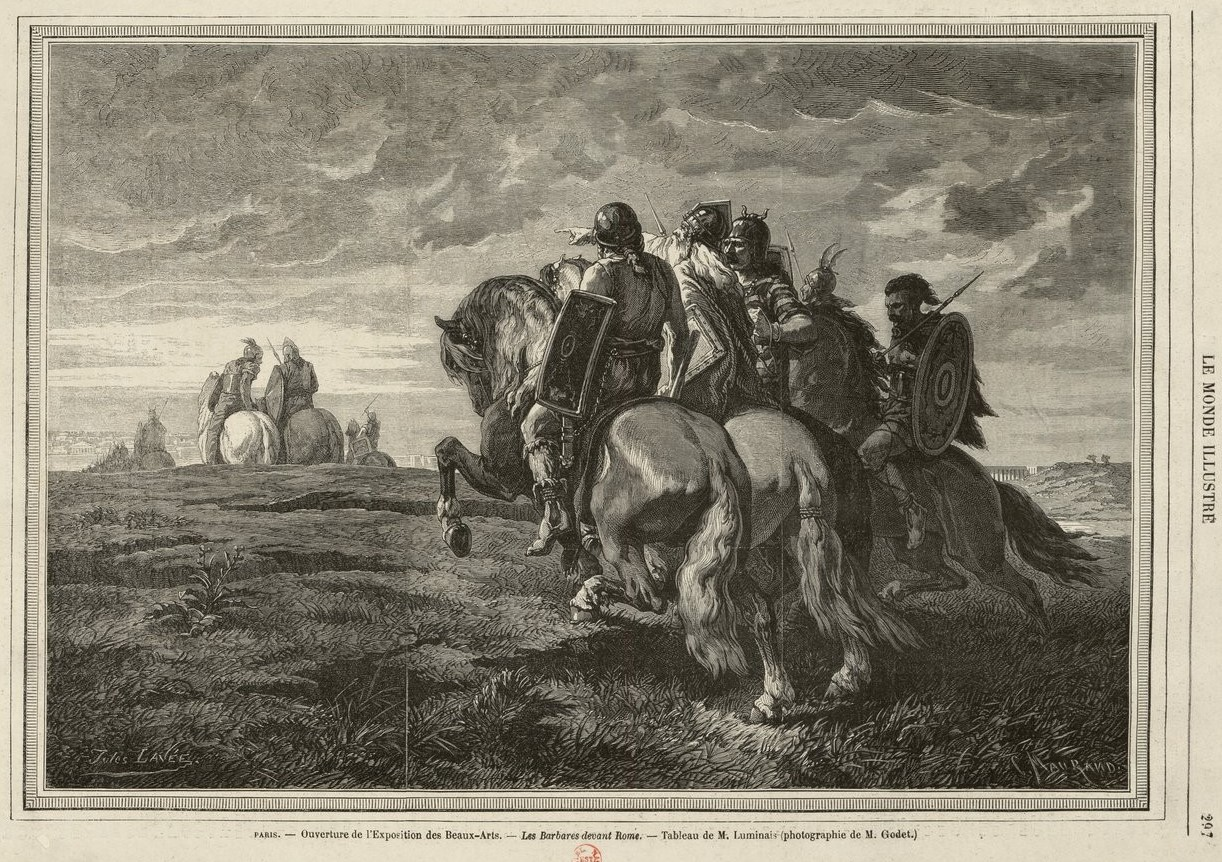
Les Barbares devant Rome - gravure d'après le tableau d'Évariste-Vital Luminais, 1870
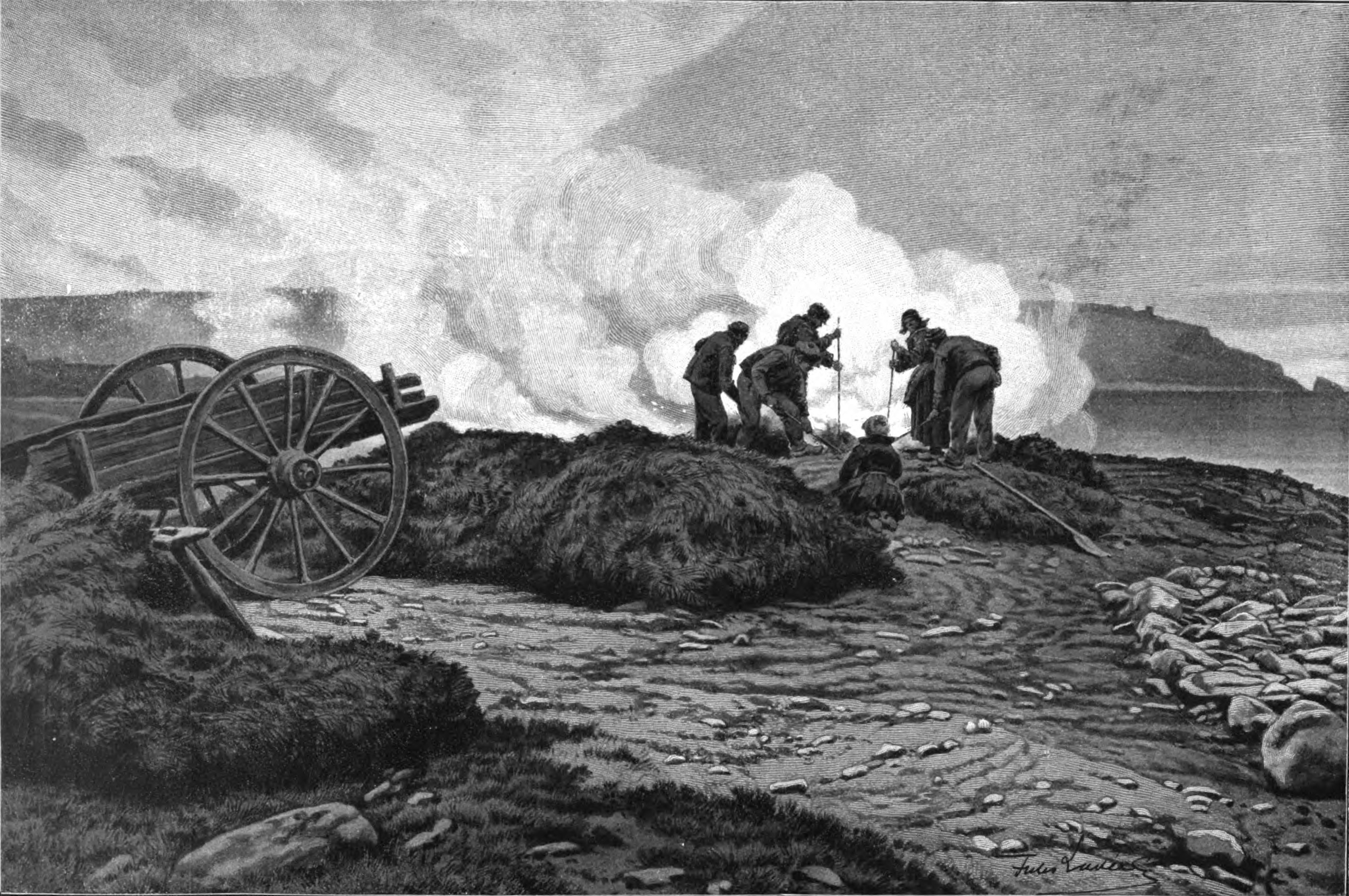
Ouessant : les brûleurs de goémon,1898
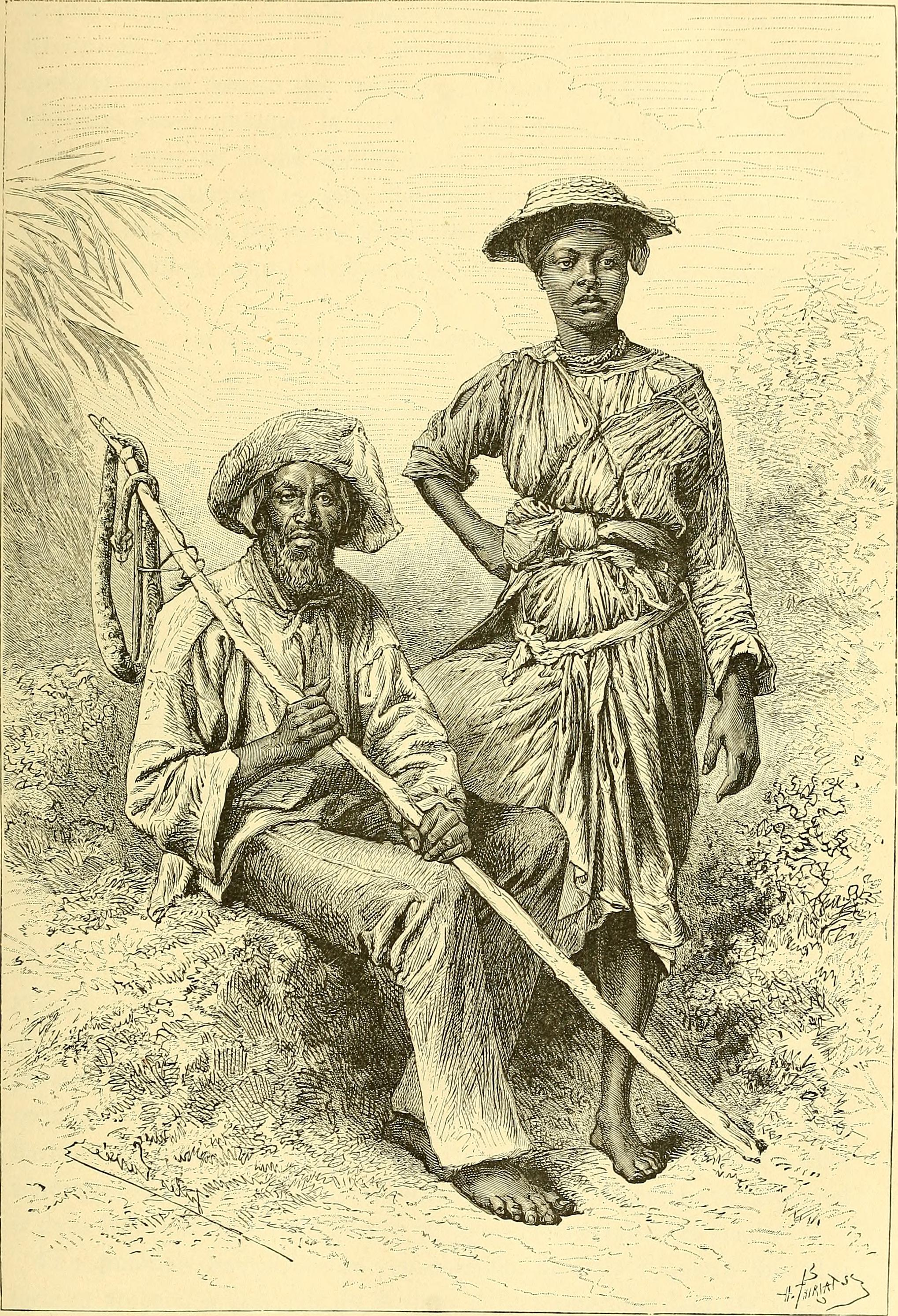
Illustration pour Nouvelle géographie universelle - la terre et les hommes, 1876